# Бабенко Юрій Йосипович
Бабенко Юрій Йосипович (нар. 9 грудня 1967, Борова, Київська область, УРСР) — український поет, музикант і композитор. Член НСКУ (1996) та НСПУ (2014).

## Освіта
У 1985 році закінчив спеціалізовану школу-інтернат для слабкозорих дітей та музичну школу по класу баяна в місті Боярка, 1989 року закінчив Київське державне музичне училище імені Р. М. Глієра по фаху народні інструменти (баян), у 1995 році — Київську державну консерваторію імені П. І. Чайковського по фаху композиція, у 1999 році асистентуру-стажування Національної музичної академії України імені П. І. Чайковського по фаху композиція.

## Відзнаки
Премія конкурсу студентів-композиторів «Gradus ad Parnassum» (1995).
Почесна грамота Фастівської районної державної адміністрації за музику до гімну Фастівщини (2000).
Лауреат IV літературно-мистецького фестивалю «Поетична зима» у Білій Церкві (2011) та обласного фестивалю «Поетичний рушник», м. Обухів; Київської обласної музичної премії (2012).
Учасник фестивалів «Музичні прем'єри сезону» (1998), V-го Міжнародного форуму музики молодих (1998), «Київ Музик Фест» (1999).
Лауреат літературної премії «Радосинь» за 2017 рік в номінації проза.

## Громадський діяч
Член Національної спілки композиторів України (з 1996 року) та Член Національної спілки письменників України (з 15 жовтня 2014 року).

## Творчість
Автор збірок поезій «Сміється яблуками сад» («Віпол», 2009) та «Дніпрова Русь» («Задруга», 2011).
Автор низки пісень, камерних та симфонічних творів.

## Особисте життя
Одружений, має 3 дітей (двох доньок і сина).